# North Bend (Ohio)
North Bend es una villa ubicada en el condado de Hamilton en el estado estadounidense de Ohio. En el Censo de 2010 tenía una población de 857 habitantes y una densidad poblacional de 288,99 personas por km².

## Geografía
North Bend se encuentra ubicada en las coordenadas 39°8′57″N 84°44′7″O / 39.14917, -84.73528. Según la Oficina del Censo de los Estados Unidos, North Bend tiene una superficie total de 2.97 km², de la cual 2.77 km² corresponden a tierra firme y (6.55%) 0.19 km² es agua.

## Demografía
Según el censo de 2010, había 857 personas residiendo en North Bend. La densidad de población era de 288,99 hab./km². De los 857 habitantes, North Bend estaba compuesto por el 97.32% blancos, el 0.58% eran afroamericanos, el 0.12% eran amerindios, el 0.47% eran asiáticos, el 0% eran isleños del Pacífico, el 0.82% eran de otras razas y el 0.7% pertenecían a dos o más razas. Del total de la población el 1.17% eran hispanos o latinos de cualquier raza.